# Wilfredo Álvarez Valer
Wilfredo Álvarez Valer (Perú, 27 de marzo de 1936) es un abogado y político peruano. Fue diputado por Lima durante el disuelto periodo 1990-1992 y alcalde del distrito de Surquillo desde 1984 hasta 1986.

## Biografía
Wilfredo Álvarez nació el 27 de marzo de 1936. Es abogado de profesión y fue miembro del Colegio de Abogados del Callao.
Fue militante de Izquierda Unida y postuló sin éxito en el año 1980 para la alcaldía del distrito de Surquillo. Fue finalmente elegido como alcalde de Surquillo en las elecciones municipales del año 1983 para el periodo 1984-1986.
Intentó ser reelegido en el cargo en 1986 sin éxito y de igual manera en 1989 por una lista independiente. Ese mismo año, dejó Izquierda Unida para luego formar parte de la fundación de Cambio 90, movimiento político liderado por el ingeniero Alberto Fujimori para postular a la presidencia de la república en las elecciones del año 1990. Wilfredo Álvarez participó también en dichas elecciones, siendo candidato a la Cámara de Diputados del Congreso de la República por la circunscripción de Lima y culminando los comicios congresales, Álvarez fue elegido como diputado con 7,265 votos de preferencia y luego juramentado ante la Junta Preparatoria para el periodo parlamentario 1990-1995.
Como parlamentario, fue vocero y líder de la bancada de Cambio 90. Fue también primer vicepresidente de la Cámara de Diputados bajo la presidencia de Víctor Paredes Guerra para el lapso 1990-1991.
El 5 de abril de 1992, su cargo como diputado fue disuelto ante el autogolpe de estado decretado por Alberto Fujimori. Álvarez decidió dejar Cambio 90 y pasó a formar parte de la oposición al gobierno de Fujimori hasta su caída en el año 2000.
En 1998, Wilfredo Álvarez postuló nuevamente a la alcaldía de Surquillo, sin embargo, no resultó electo. Actualmente se encuentra afiliado al partido político Alianza para el Progreso desde el 4 de mayo del 2017.